# Viseon Bus
Viseon - колишній німецький виробник автобусів, був розташований у Пільстінгу. Компанія виникла у 2008 році як Viseon Bus GmbH для продовження виробництва виробника автобусів Neoplan. 26 квітня 2013 року, у зв'язку з фінансовими труднощами, Viseon подав заяву про банкрутство і був ліквідований у 2014 році.  

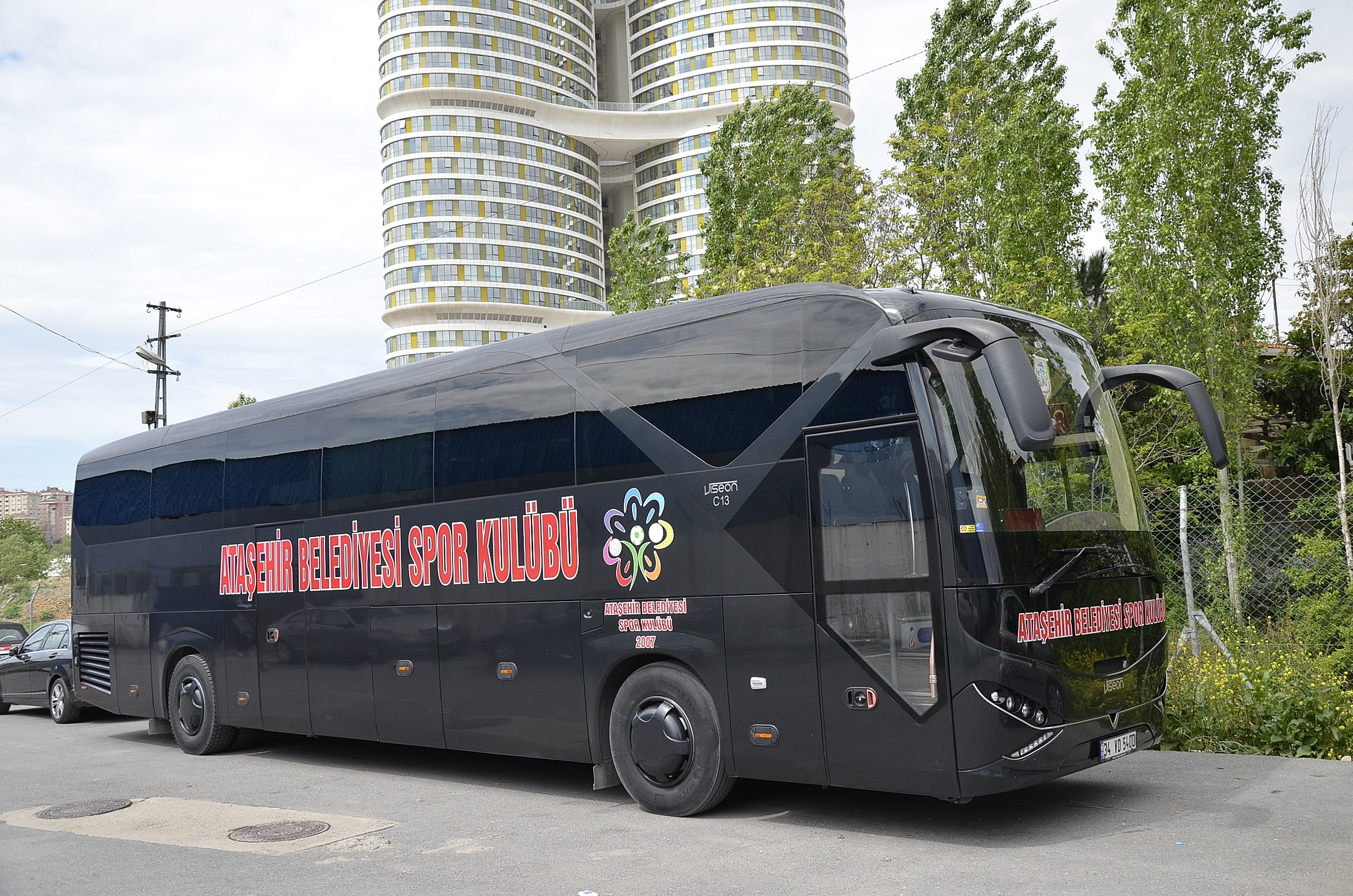
Aвтобус Viseon C13, який належить жіночій футбольній команді Ataşehir Belediyespor із Стамбула

Viseon виготовляв автобуси для використання у міському громадському транспорті, в аеропортах,а також використання у якості міських автобусів і для інших цілей. Моделі автобусів включали як двоповерхові, так і одноповерхові.
У березні 2010 року компанія підписала контракт на постачання 12-ти зчленованих тролейбусів для нової тролейбусної системи в Ер-Ріяді, Саудівська Аравія.  . Viseon також побудував два двовісні тролейбуси для Моденської тролебусної системи (Італія) у 2010 році. 
У грудні 2012 року компанія China Youngman Automobile Group Co. (Youngman) придбала 74,9% акцій Viseon , завершивши виконання угоди, підписаної 1 серпня 2012 року.   З 1994 року компанія  Youngman мала ліцензійні угоди з попередником Viseon, Neoplan (що належить MAN після 2001 року), відповідно до яких вона змогла адаптувати проекти Neoplan та побудувати автобуси відповідно до цих проектів для Китаю та Південно-Східної Азії. 
На момент підписання угоди 2012 року, Youngman був одним з найбільших виробників автобусів у Китаї і будував більше 4800 автобусів на рік . Планувалося, що розвиток і будівництво автобусів буде продовжено на заводі Viseon у Пільстінгу, і передбачалося, що моделі Youngman також будуть розроблені і побудовані для європейського ринку . У червні 2012 року компанія представила нову модель двоповерхового автобуса, 12,6-метрову модель з трьома осями, з найменуванням LDD13.
Проте, через фінансові труднощі, Viseon Bus подав заяву про банкрутство у квітні 2013 року.  Більше 200 співробітників було звільнено у червні 2013 року, а в березні 2014 року було продано вільний заводський комплекс у Пільстінгу . Завод «Пільстінг» функціонував 40 років, з 1973 року, і на піку Неоплана в компанії працювали понад 500 працівників.

## Серії автобусів
| VISEON A-серія (автобуси для аеропортів) |          |         |         |                  |        |               |                   |
| N9112                                    | 13.310 м | 2.750 м | 3.000 м |                  | 5/96   | 18 750 кг     | MAN               |
| N9112K                                   | 11.950 м | 2.750 м | 3.000 м |                  | 5/81   | 18 000 кг     | MAN               |
| N9112L                                   | 14.720 м | 2.750 м | 3.000 м |                  | 5/116  | 20 400 кг     | MAN               |
| N9122                                    | 13.310 м | 3.170 м | 3.000 м |                  | 6/117  | 20 400 кг     | MAN               |
| N9122L                                   | 14.720 м | 3.170 м | 3.000 м |                  | 6/137  | 23 690 кг     | MAN               |
| VISEON C-серія (туристичні автобуси)     |          |         |         |                  |        |               |                   |
| C10                                      | 10.400 м | 2.550 м | 3.560 м | 2010-            | 41     | 16 000 кг     | MAN               |
| C11                                      | 11.375 м | 2.550 м | 3.560 м | 2011-            | 45     | 18 000 кг     | MAN               |
| C12 HD                                   | 12.000 м | 2.550 м | 3.780 м | 2011-            | 49     | 18 000 кг     | MAN               |
| C13                                      | 12.700 м | 2.550 м | 3.560 м | 2010-            | 53     | 18 000 кг     | MAN               |
| VISEON L-серія (міські автобуси)         |          |         |         |                  |        |               |                   |
| LDD13                                    | 12.600 м | 2.550 м | 4.000 м | 2012-            | 91/29  | 26 000 кг     | MAN D 2066 LOH 28 |
| LDD14                                    | 14.000 м | 2.550 м | 4.000 м | 2010-            | 103/30 | 26 000 кг     | MAN D 2066 LOH 28 |
| LT20                                     | 19.515 м | 2.550 м | 3.600 м | 2011-            | 44/85  | 33 200 кг     | Vossloh Kiepe     |
| Тип                                      | Довжина  | Ширина  | Висота  | Роки виробництва | Місця  | Загальна вага | Двигун            |